# 自由主義的専制
自由主義的専制または自由主義的独裁（じゆうしゅぎてきせんせい、じゆうしゅぎてきどくさい、英: liberal autocracy)とは、「自由民主制」(liberal democracy）からの造語で、自由主義の原則に従って統治されるが民主制ではない政治体制である。

## 概要
自由主義（リベラル）による民主制が「自由民主制」と呼ばれるのに対比して、自由主義を適切に行うが民主制ではない政府や体制を「自由主義的専制」または「自由主義的独裁制」などと呼ぶ場合がある。
「古典的な自由主義的専制」の例にはオーストリア＝ハンガリー帝国がある。またファリード・ザカリアは「20世紀迄には西ヨーロッパの多数の国は、自由主義的専制や、良くても準民主主義国となった」と記している。彼はまた最近の例として、イギリスの国王や女王に統治されていた1997年7月1日までの香港を挙げており、その理由を「1991年までは意味ある選挙は決して行われなかったが、その政府である香港総督は立憲自由主義を掲げて市民の基本的人権を保護して公正な司法制度や行政を管理した」と指摘した。
これらの専制の多くでは、真の自由主義の存在は非常に疑問である。19世紀の専制制度の下では、農奴制やギルド、貴族の特権、法の前の不平等などの封建的な制度がしばしば廃止された。しかし表現の自由や結社の自由は認められないか、良くても制限された。自由主義的な専制はそれぞれの国の発展の中で色々な形態の選挙による民主主義を進めたが、過激な王党派よりはより開放的で、近代的な自由民主主義者よりは自由主義ではない。
ただし香港の例は特別なケースであるとの議論がある。表現の自由や結社の自由が存在したイギリスによる統治の後には、自由選挙の行われる独立国としては認めない事が周知の中国による統治が控えていたからである。
また、2005年以降のエジプトが自由主義的専制に向かっているという意見もある。

## 参照
1. ↑  Myers, Sondra. The Democracy Reader. IDEA. 2002. page 174
2. ↑  The Rise of Illiberal Democracy, Fareed Zakaria, Foreign Affairs, November/ December 1997
3. ↑  Liberal Autocracy in Egypt